# رافية (اسم)
رافية هو اسم علم مؤنث من أصل عربي، ومعناه هو النادرة ولاسيما الأدبية الفكاهة الهدية التحفة، وكل غريب نادر.

## وصلات خارجية
- موسوعة السلطان قابوس لأسماء العرب نسخة محفوظة 5 أبريل 2019 على موقع واي باك مشين.